# Dichromia opulenta
Dichromia opulenta là một loài bướm đêm trong họ Erebidae.